# Filozófia

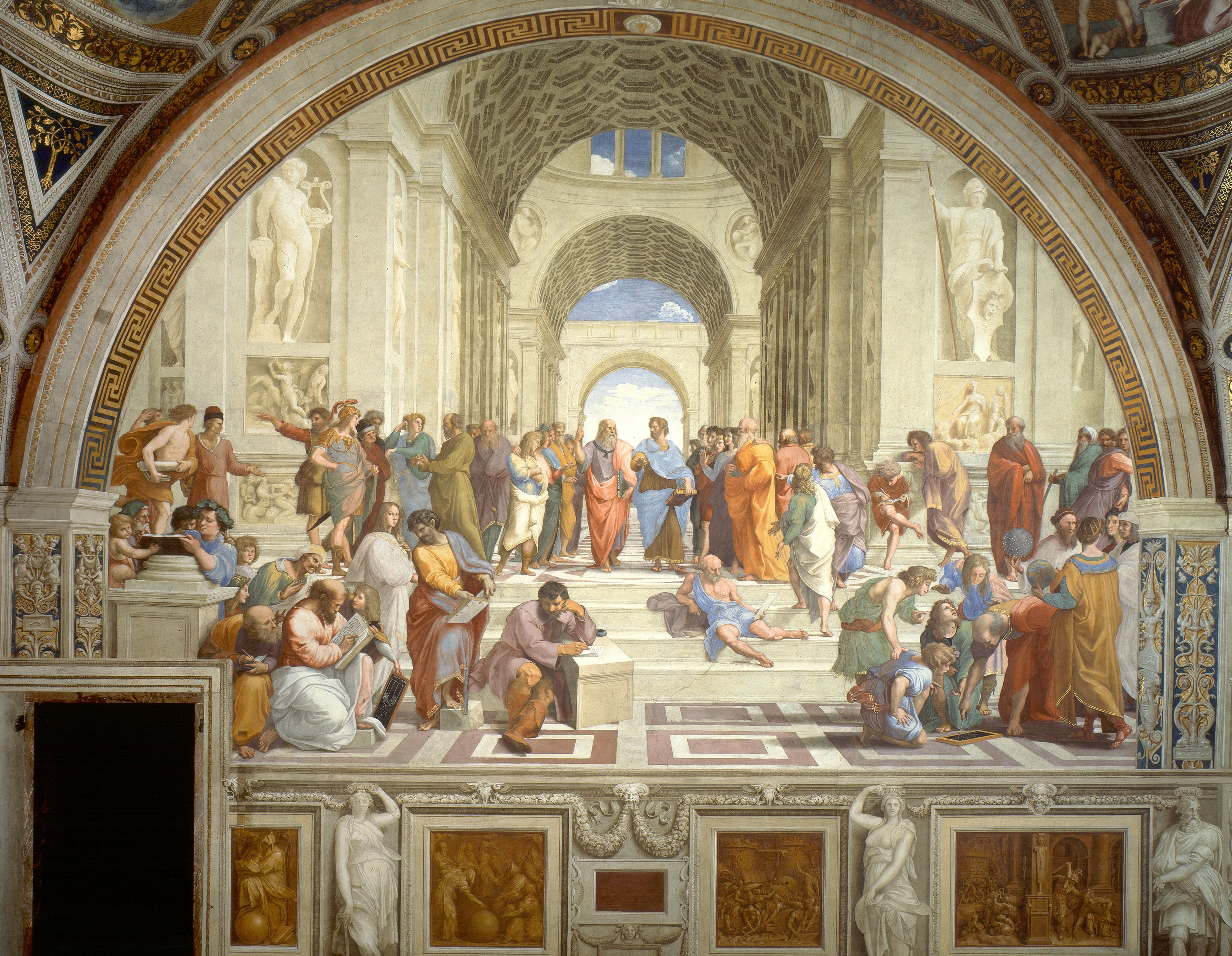
Raffaello: Az athéni iskola (1509. Vatikán, Stanza della Segnatura)

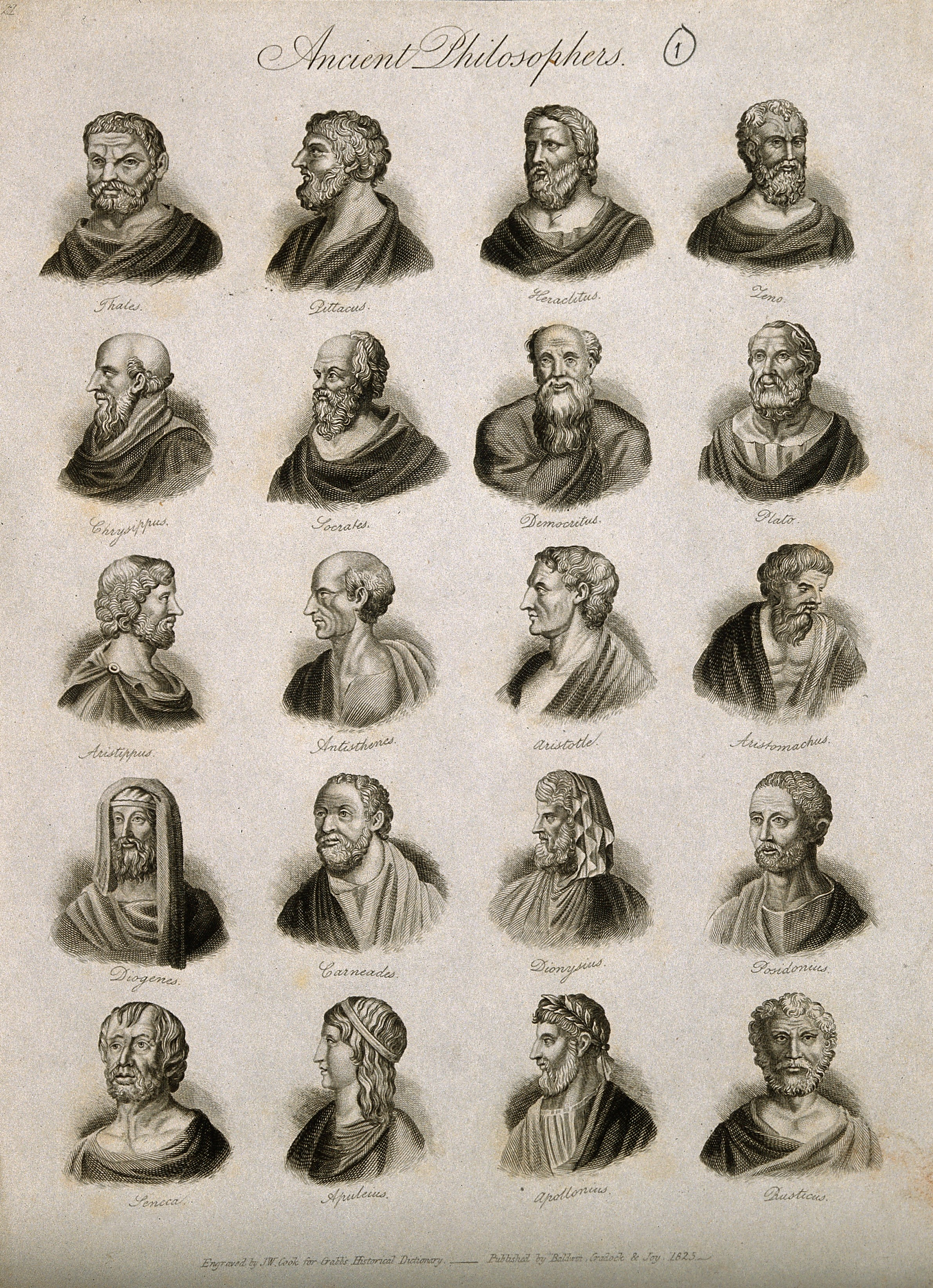
20 neves ókori filozófus (J. W. Cook metszete, 1825)

A filozófia, régebben magyarítva bölcselet a világegyetem, a természet, az élet okával és céljával, a történelemben érvényesülő rendezőelvvel, a tudás és megismerés lehetőségével, a szépség, művészet és nyelv mibenlétével, a jogi-politikai normák természetével, a cselekedetek helyes vagy helytelen mivoltával, Isten és a transzcendencia létével foglalkozó tudományág. A filozófia ágai ennek megfelelően a metafizika, az ontológia (létfilozófia), a történelemfilozófia, az episztemológia (ismeretelmélet), a tudományfilozófia, a logika (a 19. század végétől filozófiai logika), az esztétika, a nyelvfilozófia, a jogfilozófia, a politikafilozófia, az etika és a vallásfilozófia.
A filozófusok absztrakt fogalmi reprezentációkat alkotnak. A filozófiai tevékenység médiuma a nyelv, célja pedig jelentésadás a még fel nem fogottnak, a közölhetővé tétele az addig ki nem mondhatónak. Ennek érdekében a filozófia metaforákat használ. A reprezentáció tárgya az emberi élet bármely aspektusa lehet. A művészi (például irodalmi) alkotás folyamatával ellentétben a filozófia mércéket állít fel önmagával szemben, melyeket a logikától vesz át (például az ellentmondásmentesség követelményét). A filozófia mégsem szűkíthető le a logikára, mert a logika formalizálható, a filozófia pedig többnyire nem az.

## A „filozófia” szó jelentése
A filozófia szó jelentése az ógörög φιλοσοφία [philoszophia] szóból ered, amelynek jelentése: „a bölcsesség szeretete”. A fília valami iránti vonzódást, a sophia kifejezés pedig, amelyet magyarra „bölcsesség”-nek fordítunk, eredeti jelentése szerint mesterségbeli tudást, ügyességet jelentett. Homérosz például az ügyes ács tudását nevezte sophiának, de későbbi irodalmi művekben is találkozhatunk olyan fordulatokkal, hogy valaki kocsihajtásban vagy hajókormányzásban bölcs, azaz jártas a tevékenységekben. Később (az i. e. 6. századtól kezdve) már azt az embert nevezik bölcsnek, aki az élet alapvető dolgaiban jártas.
A philosophos kifejezés először Hérakleitosznál fordult elő: „Nagyon sok dolgot kell saját kutatásuk alapján tudniuk a bölcsességszerető férfiaknak” (Hérakleitosz B 35)

## A filozófia története

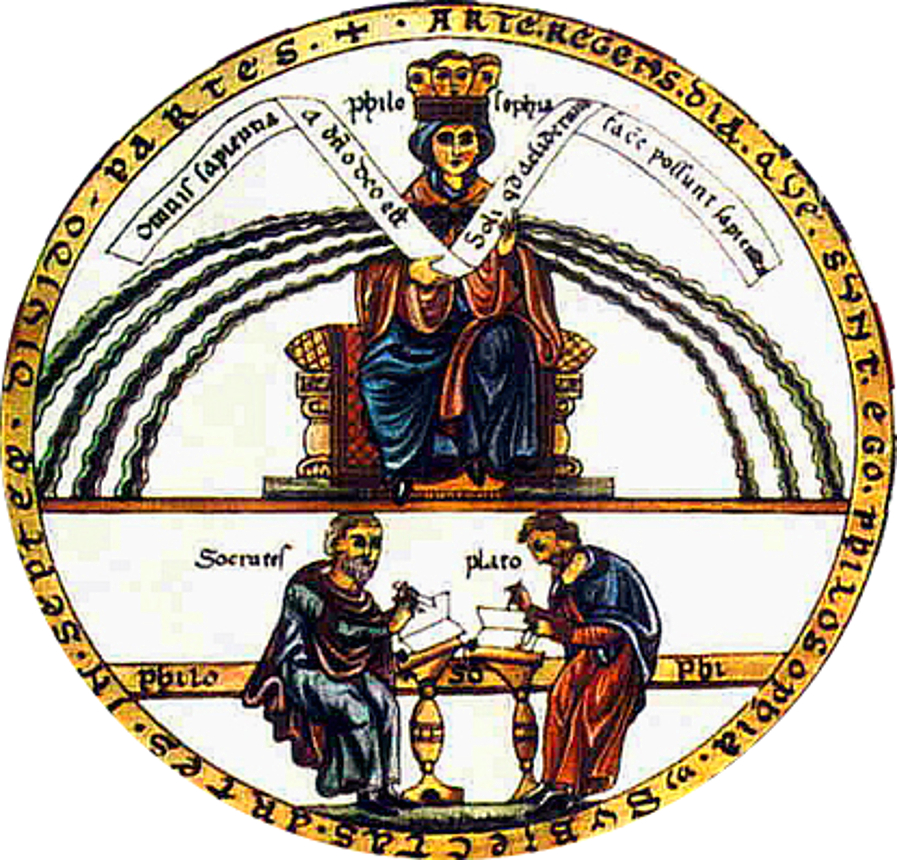
A Filozófia a hajdani gondolkodás szerint, mint a „Tudományok királynője”, alul Szókratész és Platón alakja, illusztráció Herradis von Landsberg Hortus Delicarium című művéből

A filozófiában két külön ágként kezelik a nyugati és a keleti filozófiát:
- A nyugati filozófiát három szakaszra szokás osztani: ókori filozófia, középkori filozófia és modern kori filozófia.
- A keleti filozófia teljesen külön fejlődött a nyugati filozófiai iskoláktól.

Manapság néhány filozófus azt állítja, hogy az emberi civilizáció átlépett a filozófia „poszt-modern” periódusába. Megint mások pedig úgy gondolják, hogy a „modern” filozófia korát éljük.

## Nyugati filozófia

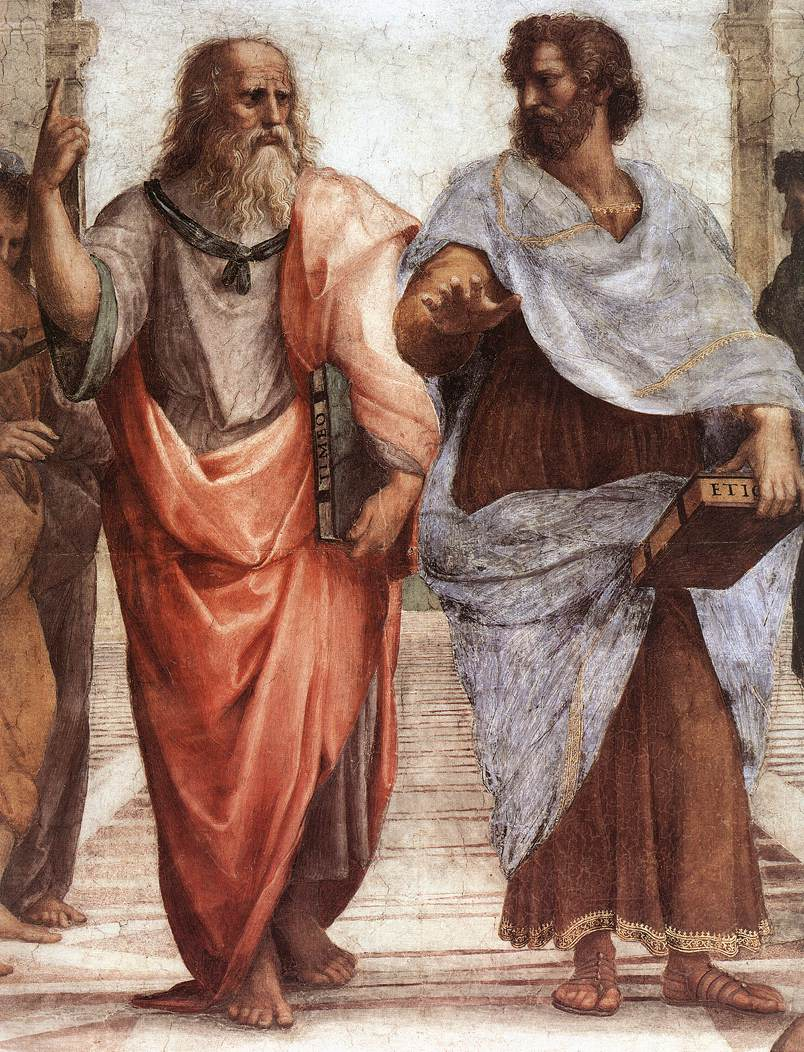
Raffaello: Az athéni iskola (részlet). A kép két filozófus gondolkodásának az ellentétét mutatja: Platón felmutat az ideák égi birodalma felé, Arisztotelész ellenben, lefele mutat a földi létezőket hangsúlyozva

### Korok szerinti felosztás

#### Görög-római filozófia
Az ókori görög filozófia felosztható: preszókratikus, szókratikus, és Arisztotelész utáni periódusra. A preszókratikus filozófia jellemzője az olyan metafizikai spekulációk, amelyek a világ keletkezéséről, szerkezetéről szólnak. Ezért nevezik e kor gondolkodóit természetfilozófusok néven is. Fontosabb preszókratikus filozófusok Thalész, Anaximandrosz, Anaximenész, Anaxagorasz, Zénón, Démokritosz, Parmenidész, Hérakleitosz, Empedoklész, a püthagoreusok Püthagorasz vezetésével, és Xenophanész. A szókratikus periódus Szókratészról kapta a nevét, aki Platón tanítómestere volt. Szókratész nem hagyott maga után írásos emléket, azonban filozófiáját megismerhetjük tanítványa, Platón munkásságán keresztül. Platón volt az, aki forradalmasította a filozófiát az úgynevezett szókratészi módszerrel (más néven bábáskodó módszer). Platón művei szolgálnak szinte az egész nyugati filozófia gondolkodásának az alapjául. Platón tanainak ellentmondó volt tanítványa, Arisztotelész gondolkodása, aki szintén nagy hatással volt a nyugati filozófiára, főleg az ókorban és a kései középkorban. Arisztotelész filozófiáját fejlesztették tovább olyan gondolkodók, mint Euklidész, Epikurosz, Khrüszipposz, Pürrhón és Sextus Empiricus.

#### Középkori filozófia

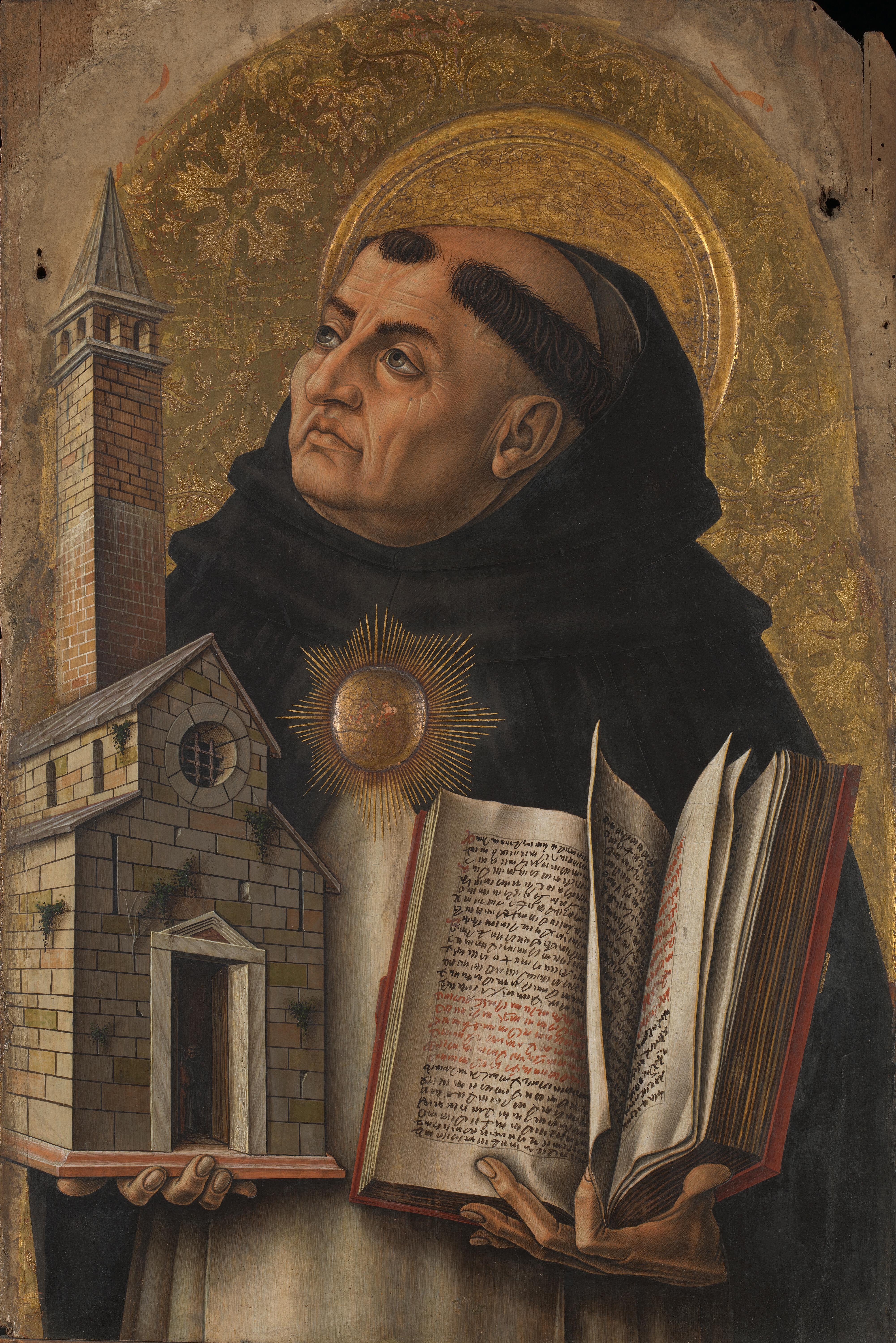
Aquinói Szent Tamás

A középkori filozófia a Római Birodalom bukásával és a kereszténység hajnalával kezdődött. Ugyanekkor indult virágzásnak az arab filozófia, és a zsidó filozófia is. A nyugati filozófia első középkori szakasza a patrisztikus filozófia. A patrisztika az egyházatyák bölcselete, akik főként arra igyekeztek, hogy a keresztény tanokat az antik filozófia segítségével megszilárdítsák, valamint hogy megvédelmezzék a pogány tanoktól és a gnózistól. Legismertebb képviselők: Hippói Szent Ágoston (Aurelis Augustinus), Alexandriai Szent Kelemen, Nüsszai Szent Gergely, Pszeudo-Dionüsziosz Areopagitész, Órigenész. A középkor jelentős filozófiai iskolája a skolasztikus filozófia (scola = iskola) volt. A skolasztika a Kr. u. 9. században kezdődött olyan képviselőkkel, mint Anicius Manlius Severinus Boethius, Canterburyi Szent Anzelm, Robert Grosseteste, Albertus Magnus, Roger Bacon, Bonaventura, Aquinói Szent Tamás, John Duns Scotus, William Ockham és Francisco Suárez. Ismerünk egy női keresztény filozófust is Heloise néven, aki Abélard tanítványa volt. A skolasztika mindenekelőtt módszert jelentett: a kérdéseket racionálisan vizsgálják az ellenük és a mellettük szóló érvekkel.
A keresztény nyugat szellemi fejlődésére a középkorban nagy hatást gyakorolt az arab világ. Az arab tudomány, különösen az orvostudomány és a csillagászat fejlődése messze előtte járt az európai tudományoknak. Az iszlám kultúrának köszönhetően maradt fenn Arisztotelész és Platón tanainak jelentős része is. A zsidó filozófia főbb képviselői Saadia Gaon, Avicebron és Maimonidész. A iszlám filozófiából ismert Avicenna, al-Fárábi, al-Gazáli, és Averroës.
A középkor filozófiájára főként az Isten és az ember viszonyának a tárgyalása volt jellemző, a középkor filozófiája a kereszténység filozófiája is. A természet felépítésével és Isten természetével, megismerhetőségével foglalkoztak főként; de fejlődésnek indult a metafizika, a logika és a nyelvfilozófia is.

#### Újkori filozófia

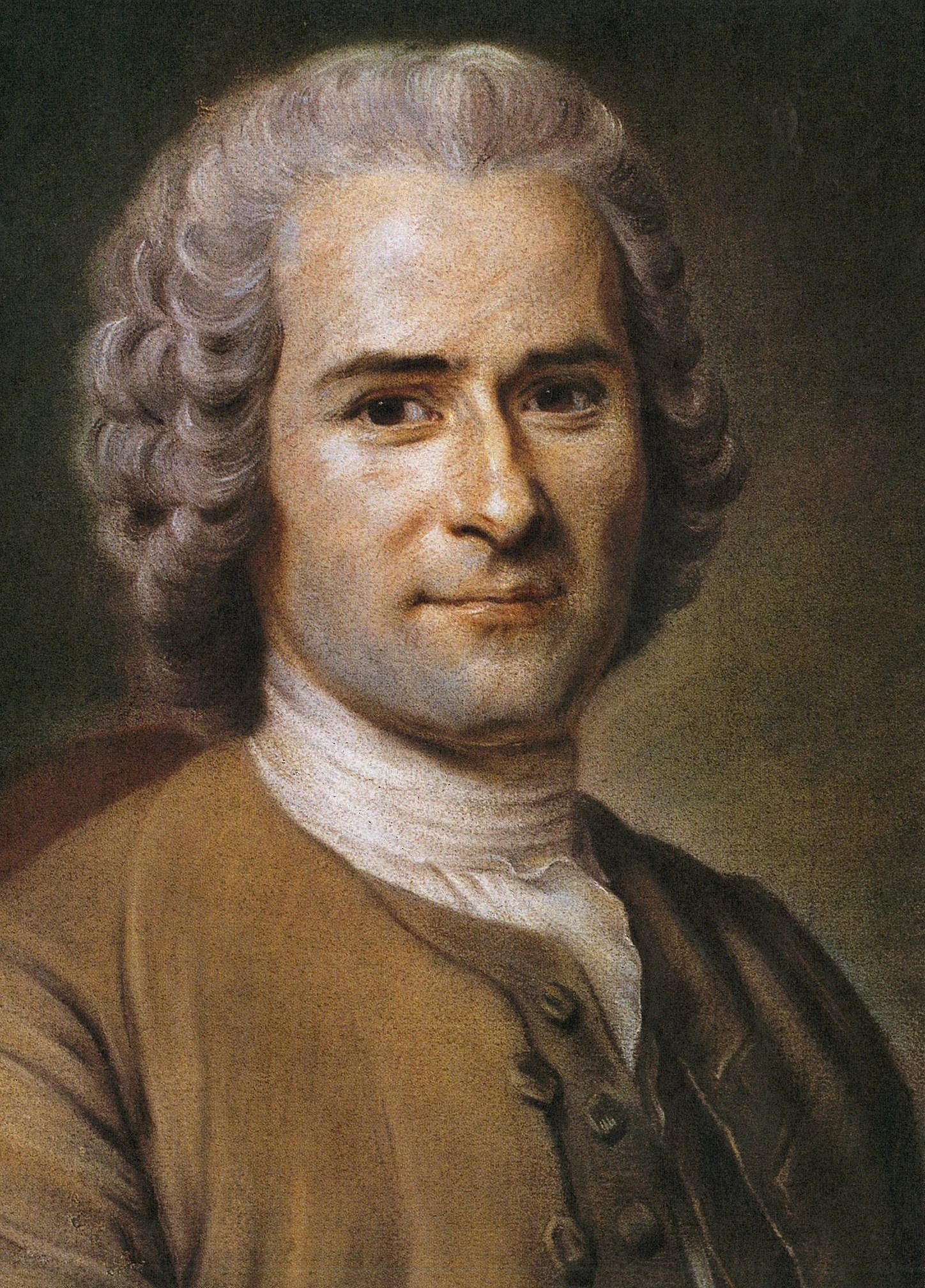
Rousseau

A reneszánsz korát fontos találmányok és a felfedezések jellemzik, ami a filozófiában is jelentős változásokat idéz elő: a hajózási technika fejlődése bővíti a világ leírásáról való elképzeléseket. Kopernikusz megalkotta a heliocentrikus világképet, Johannes Gutenberg feltalálta a könyvnyomtatást. Fejlődött a kereskedelem és a pénzgazdaság, ami társadalmi fordulatokhoz vezetett. Megdőlt az egyház uralma a filozófia felett, megjelent a humanizmus eszméje. E kor filozófiájának jelentősebb képviselői: Petrarca, Rotterdami Erasmus, Morus Tamás, Michel de Montaigne, Giovanni Pico della Mirandola. E kor eszményképe a „homo universalis”, azaz a minden téren képzett ember. A reneszánsz kor állam- és jogfilozófiájában jeleskedtek: Jean Bodin, Hugo Grotius, Machiavelli. Természetfilozófusok: Giordano Bruno, Francis Bacon, Tommaso Campanella, Kopernikusz, Kepler, Galilei.
A 17. és a 18. század a felvilágosodás századai voltak. E kor klasszikus definícióját Kant adta meg: „A felvilágosodás az ember kilábalása a maga okozta kiskorúságból. A kiskorúság arra való képtelenség, hogy valaki mások vezetése nélkül gondolkodjék.” A felvilágosodás korának két nagy filozófiai irányzata volt: a racionalizmus és az empirizmus. A racionalizmus azt mondta ki, hogy a valóság a gondolkodás tiszta elveiből megismerhető. A világ logikus rendje lehetővé teszi annak megismerését, ezért a matematika módszereivel leírható. Fontosabb képviselők: Descartes, Spinoza, Leibniz. Az empirizmus szerint a megismerés csak az érzéki tapasztalat útján lehetséges. Főbb képviselők: Thomas Hobbes, Locke, Berkeley és David Hume. A felvilágosodás korában a politikafilozófiát a liberalizmus jellemzi a „Laissez faire, laissez passer” (Engedjétek csinálni, engedjétek haladni). A jogfilozófiában fontos változás a természetjog és az emberi jogok újrafogalmazása. Fontos képviselők: Rousseau, Vico, Voltaire, Montesquieu.
A modern nyugati filozófia következő állomása a német idealizmus, amelynek előfeltételeit Kant teremti meg. Fontos képviselők: Kant, Fichte, Friedrich Schleiermacher, Hegel és Schelling. A modern nyugati filozófia nagy gondolkodója, aki nem tartozott egyik tradícióhoz sem, a dán származású Kierkegaard volt. Másik nagy filozófiai irányzat a marxista filozófia irányzata volt. Főbb képviselők: Karl Marx, Friedrich Engels, Lenin. A filozófia modern korszaka a 19. század végétől egészen az 1950-es évekig tart és két ágra tagolódik: a kontinentális filozófia és az analitikus filozófia ágára. A kontinentális filozófia főbb képviselői Schopenhauer, Edmund Husserl, Maurice Merleau-Ponty, Nietzsche. Az analitikus filozófia: a bécsi kör filozófusai, George Edward Moore, Bertrand Russell, Wittgenstein, Rudolf Carnap és még sokan mások.

#### Jelenkori filozófia
A jelenkori filozófiára nagy hatással van a technika fejlődése és a természettudományos ismeretek gyarapodása. A természettudomány a filozófia mércéjévé vált: a modern fizika kiszélesítette a világképet: a kvantumfizika és a relativitáselmélet a világ új szemléletét jelentette a különösen kicsi és különösen nagy tárgyak esetén. A neopozitivista filozófusok a természettudományok egzaktságát és átvizsgálhatóságát teszik alapelvvé.

### A filozófia tárgya

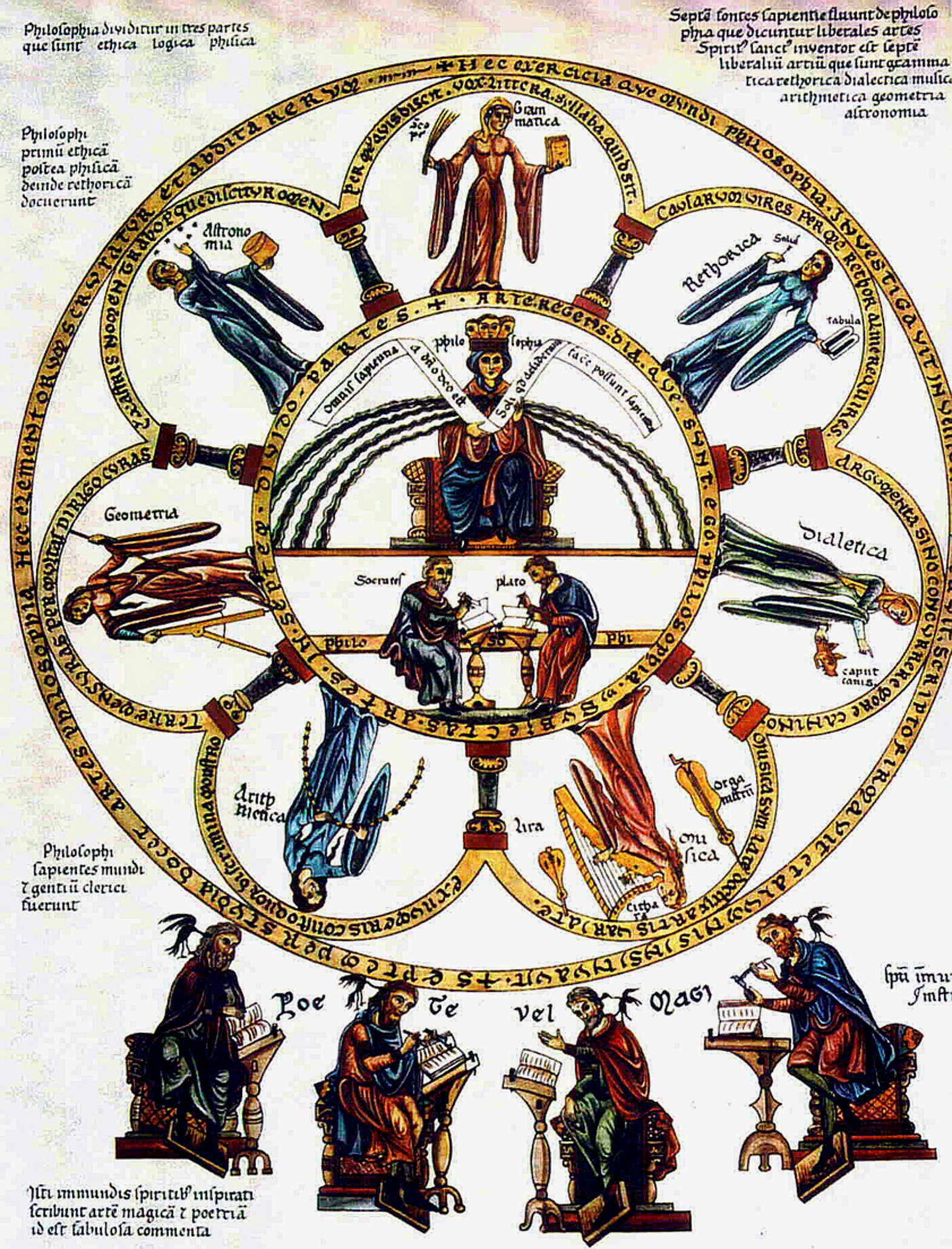
A hét szabad művészet, középen a filozófiával

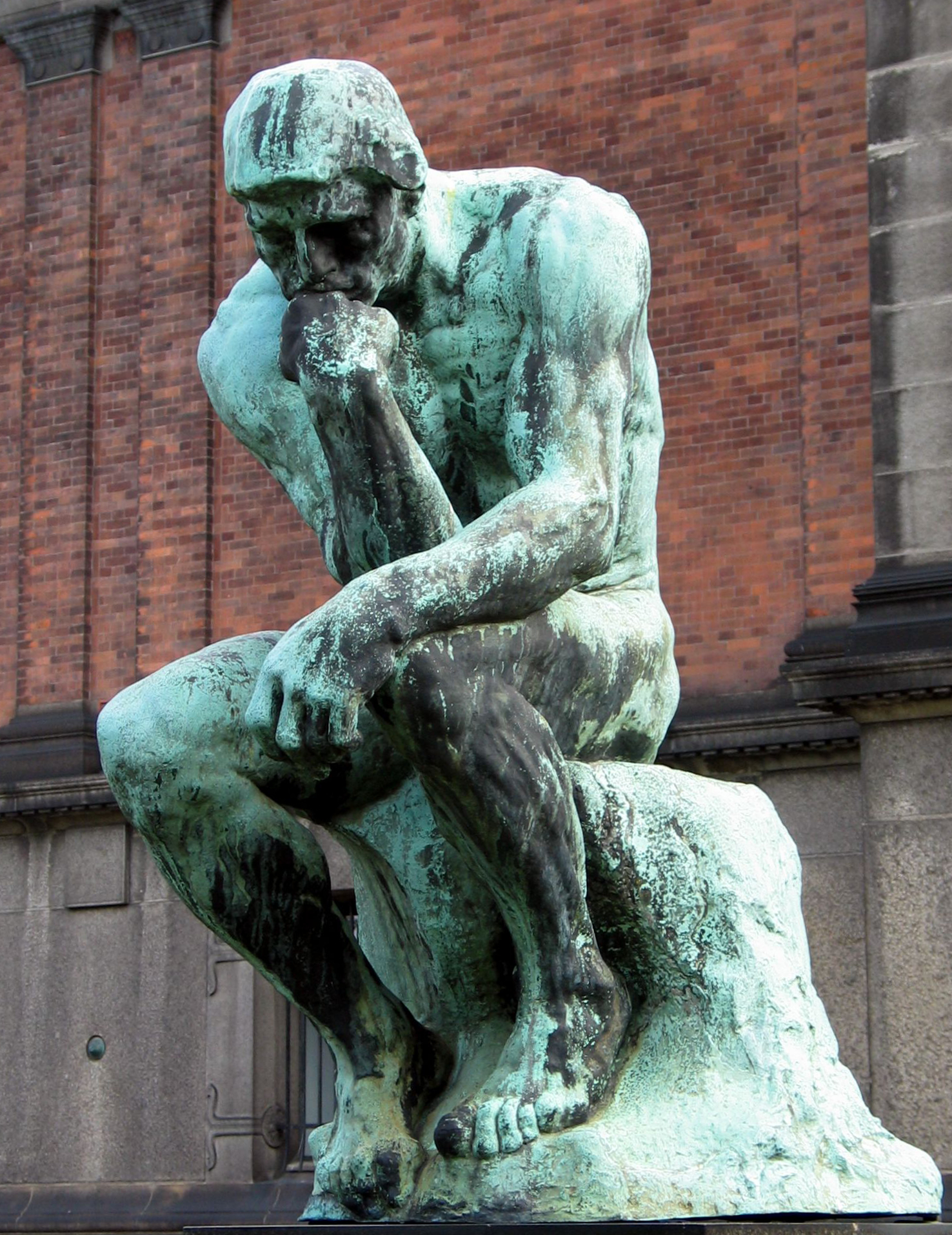
Auguste Rodin: A gondolkodó

Arra, hogy pontosan mi is a filozófia tárgya, egyetlen szerző sem ad pontos választ. Platón néha úgy beszélt a filozófiáról, mint általában vett tudományról. Ilyen hely a Theaitétosz, ahol Szókratész arról kérdezi beszélgetőtársát, hogy „akad-e Kürénében néhány ifjú, aki szorgosan műveli a geometriát vagy valami egyéb filozófiát”. Más helyeken pedig úgy jellemzi a filozófust, mint sajátos életforma képviselője, mint bölcsességszerető ember, aki nagyban különbözik a vagyonszerető, a testét szerető és a hírnévszerető embertől.
A filozófia diszciplínákra való felosztása először Arisztotelésznél jelent meg. Ő elméleti és gyakorlati ágra osztotta föl. Az elméleti filozófia két ága a metafizika és a fizika (a 17. századig a fizika szó természetfilozófiát jelentett). A gyakorlati filozófia részét pedig az etika, a politika és a közgazdaságtan képezték. Az összes tudományos tevékenység közös módszertani eszköze pedig a logika. A hellenizmusban kialakult a filozófiai tudományoknak az a kánonja, amely egészen a 13. századig érvényben volt. Ezek szerint a filozófia három diszciplínája a fizika, a logika és az etika. Innen kezdve a filozófia meghatározása egyszerűbbé vált, ugyanis a három említett diszciplínának már egyértelműen meghatározható a tárgya: a fizikáé a természet, a logikáé a megismerésben, az állításokban és a következtetésekben megnyilvánuló igazság, az etikáé a cselekvésekben megnyilvánuló erkölcsi jó. Később a skolasztika fénykorában, amikor Albertus Magnus (1193–1280) és Aquinói Szent Tamás (1225–1274) Arisztotelészt tették meg a legfőbb filozófiai tekintéllyé, újra megjelent a diszciplínák arisztotelészi elrendezése. Az újkor kezdetén viszont ez az elrendezés ismét felbomlott, és a továbbiakban minden irányzat maga határozta meg, mit is ért a filozófián.
Descartes metafizikára, fizikára, orvostudományra és etikára osztotta a filozófiát; a metafizika tárgyának pedig az „emberi megismerés elsődleges princípiumait tekintette”. John Locke a hellenisztikus kánonhoz nyúlt vissza, és a fizika, etika, logika hármasságát tekintette filozófiának. George Berkeley meghatározása szerint: „A bölcsességre és igazságra való törekvés a filozófia”. Leibniz tanítványa, Cristian Wolff (1679–1754) általános és speciális metafizikára osztotta a filozófiát: az általános metafizika az ontológia (lételmélet), a speciális metafizika három ága pedig a naturális teológia, a racionális pszichológia és a racionális kozmológia. Immanuel Kant a filozófiát úgy határozta meg, mint „valamennyi filozófiai ismeret rendszerét”. A filozófia feladatát négy kérdés megválaszolásában jelölte meg, ezek a következők: 1. Mit tudhatok? 2. Mit kell tennem? 3. Mit remélhetek? és végül 4. Mi az ember? – Az első kérdés a metafizika tárgya, a második az etikáé, a harmadik a teológiáé, a negyedik pedig az antropológia kérdésköre. A klasszikus német filozófia képviselői, a filozófiát nem tárgya, hanem tevékenysége szerint definiálták. Schelling meghatározásában a következőképpen hangzott: „A filozofálás cselekvés, de nemcsak cselekvés, hanem egyúttal önmagunk állandó szemlélése is e cselekvés közben.” ez azt jelentette, hogy a filozófiailag gondolkodó szubjektum nemcsak gondolkodik, de magát a gondolkodását is tárgyává teszi a gondolkodásnak. Hegel egy ehhez hasonló definícióval állt elő, szerinte a filozófia a „tárgyak gondolkodással párosult szemlélete”. A 19. század második felétől kezdve felbomlott az egységes filozófiának a képe. A neokantianizmus, a pozitivizmus, majd a később megjelenő marxizmus, a fenomenológia, az analitikus filozófia és az egzisztencializmus tanításai nagyon eltérőek egymástól. Ezeknek az irányzatoknak a képviselői, gyakran még párbeszédet sem voltak képesek folytatni egymással, mert nem tudtak megegyezni a nyelv és a fogalmak használatában. Ezt a helyzetet bonyolították tovább a 20. században megjelent filozófiák (ilyen volt például a marxizmus) melyek ideológiai funkciókat voltak hivatottak betölteni. Az ideológia szolgálatában álló filozófia úgy határozta meg önmagát, mit a fennálló vagy feltörekvő politikai-gazdasági hatalom gondolati fegyverét.

### A filozófiai vizsgálódás

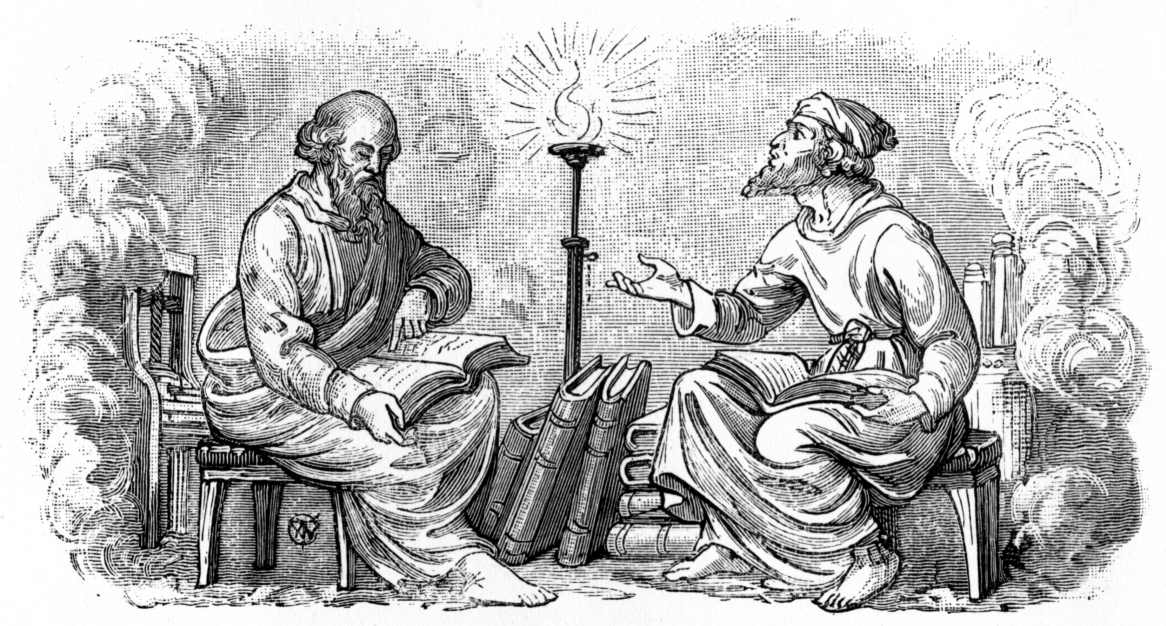
Diskurzus

A filozófiai vizsgálatnak bármi alávethető. A filozófus a természetes ész fényében végzi kutatásait, ellentétben a teológussal, akit a hit vezérel. A filozófia és a teológia találkozása alkotja a hermeneutikai vizsgálódást, itt a filozófia önbírálatra szólítja fel a teológiát.
A filozófia kerüli a tematikus redukciót. Valamennyi szaktudomány témája korlátozott: a kémia nem azzal foglalkozik, mint a matematika, a matematika nem azzal, amivel a szociológia stb. A filozófia viszont, mivel tárgya minden ami különbözik a semmitől, a bölcselet minden témáját átfogja, figyelembe veszi.
A filozófiai vizsgálódásnak legalább két fontos célja alakult ki a történelem során. Az egyik, negatív jellegű a már bevettnek, igaznak hitt vélekedések kritikája - legyenek ezek akár a hétköznapi tudás részei, akár vallásos hitelvek, akár tudományos (ide értve a természet- és társadalomtudományokat is, mint pl. a fizika, a pszichológia, a matematika, vagy a jog) paradigmák, sőt esetenként törvények vagy tételek. A kritika mellett a rendszeralkotás, a világot számos aspektusában egyszerre átfogó, magyarázó elméletrendszerek kidolgozása is fontos tevékenységi terület.

### A nyugati filozófia diszciplínái

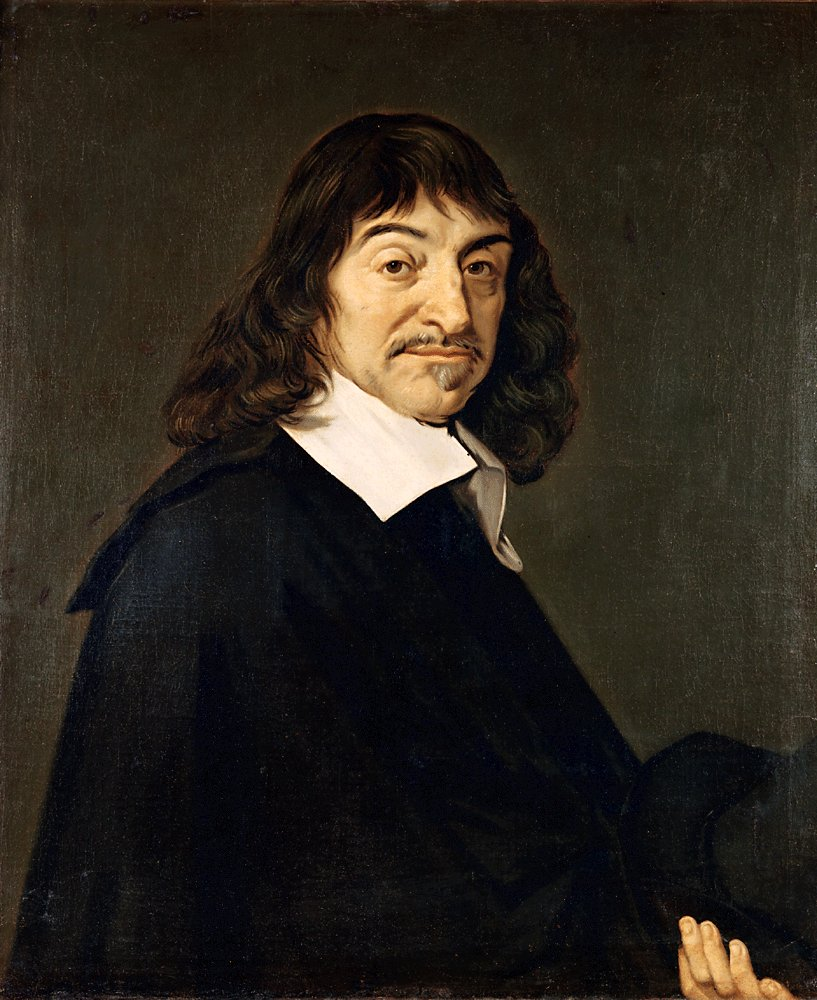
Descartes

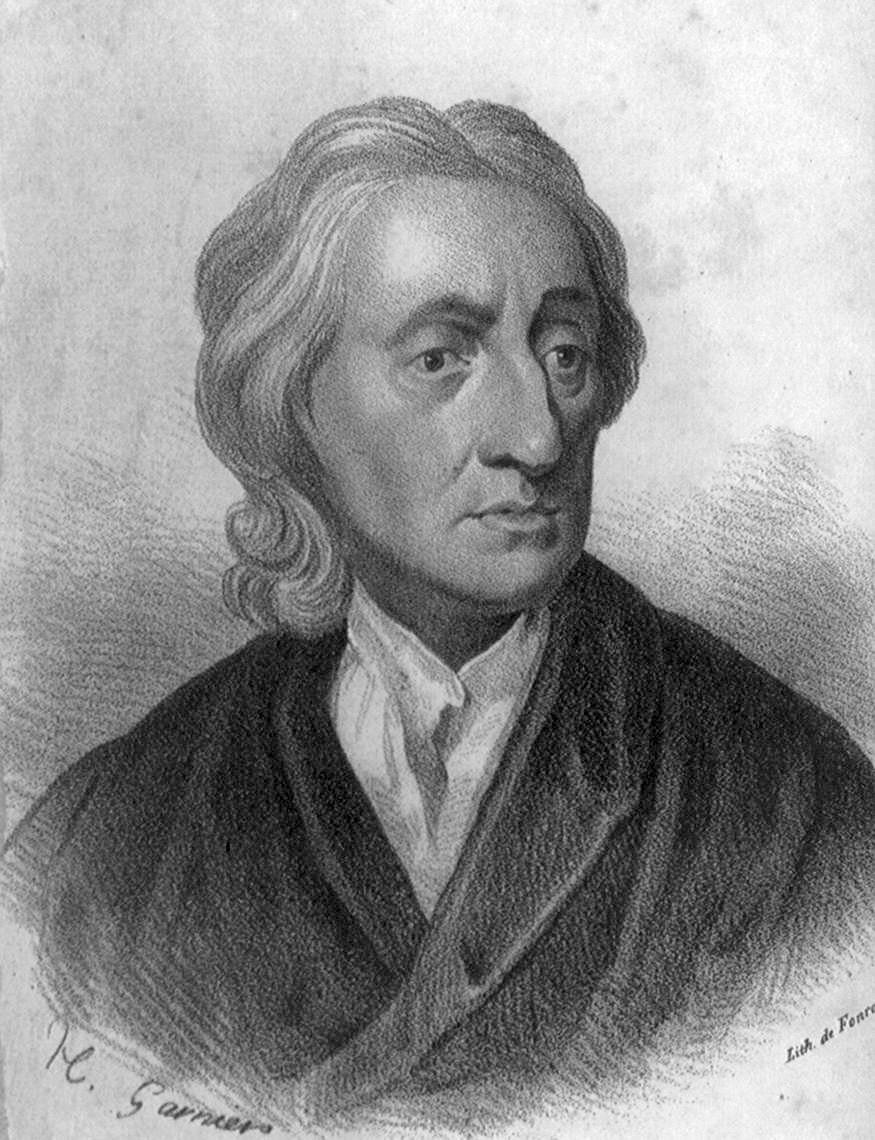
John Locke

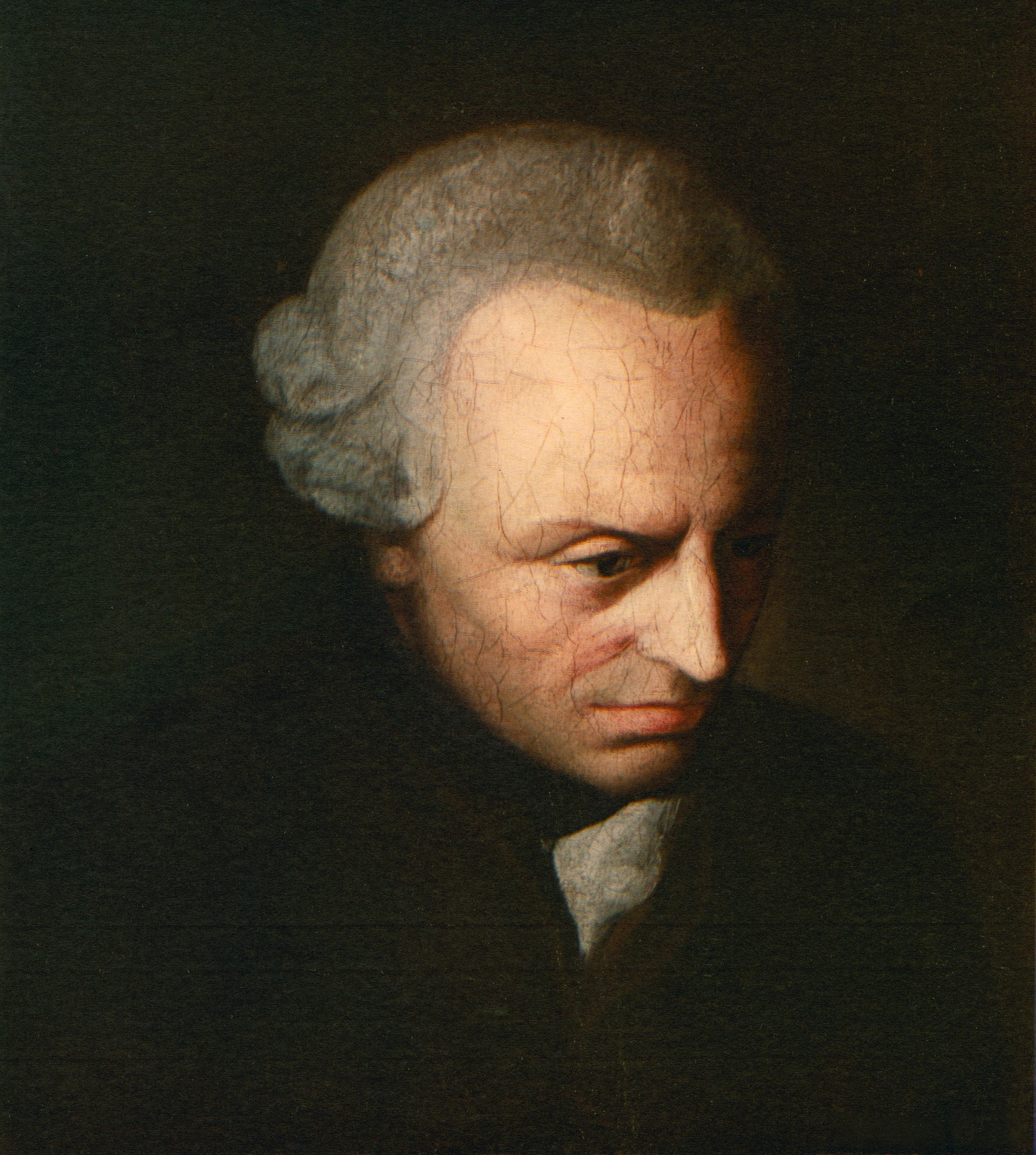
Immanuel Kant

Arthur Schopenhauer

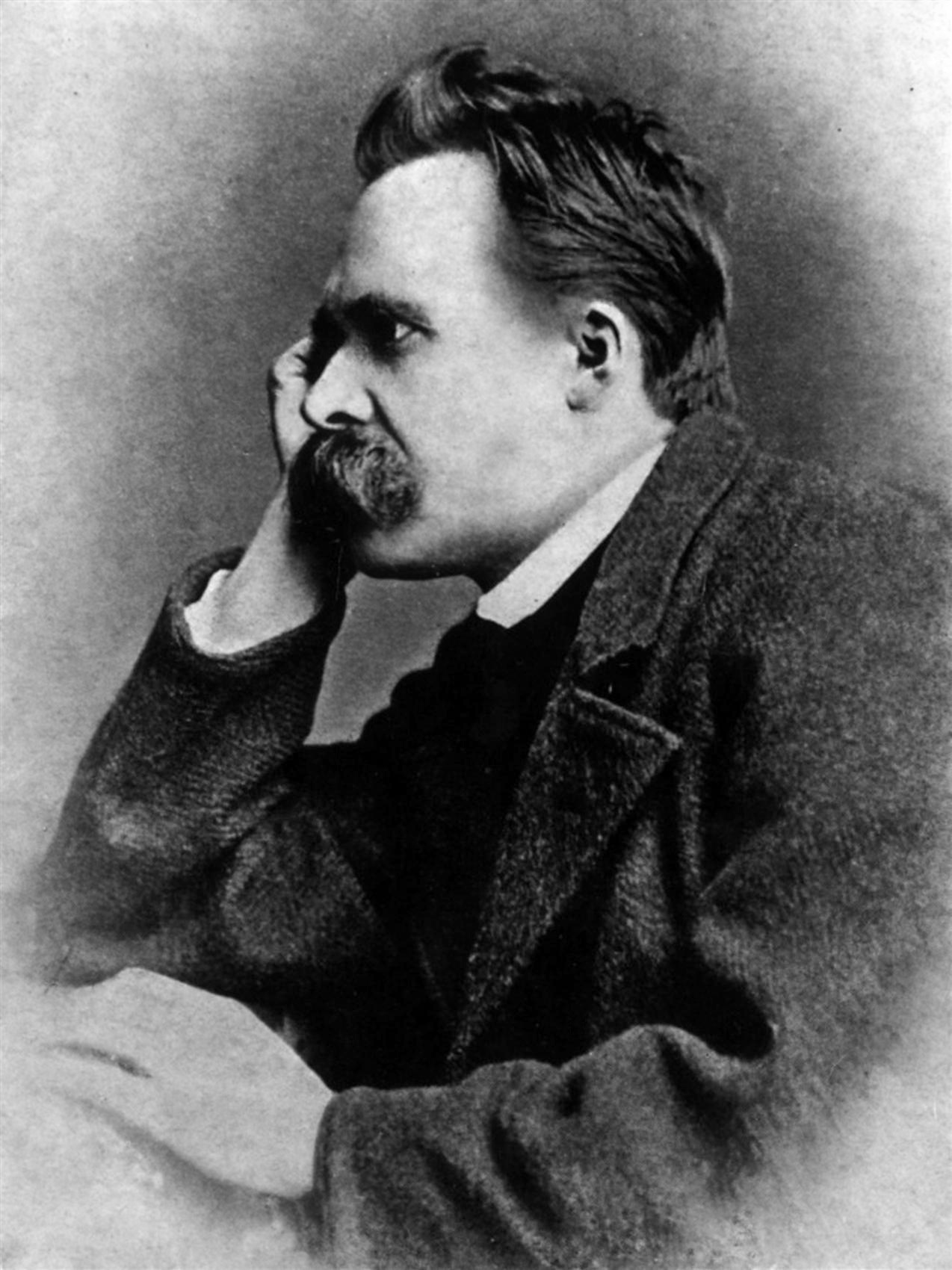
Friedrich Nietzsche

A nyugati filozófia egyes önálló területei (diszciplínák) a különös kérdésfeltevések és a tárgykör alapján a következőképp különülnek el:
Metafizika (gör. μετὰ τὰ φυσικὰ, meta ta phüszika = a természetfilozófiai művek után következő íratok) – eredetileg Arisztotelész műveinek antik szerkesztője (valószínűleg rhodoszi Andronikosz) jelölte meg a kiadásában annak a tizenegy könyvből álló munkának a helyét, amelyben Arisztotelész az „első filozófiával” foglalkozik, s később ez a megjelölés vált a mű címévé. Arisztotelész meghatározása szerint a metafizika: „bölcsesség”, „az első elvekről és okokról szóló tudomány”, „a létezővel mint létezővel foglalkozó tudomány”, „teológia”, „szubsztanciáról szóló elmélkedés”. Az újplatonikusok szerint a metafizika tárgya az ami túl van a természeti dolgokon, éspedig úgy, hogy azok előfeltétele. Ennek megfelelően a metafizikán a lét végső okairól, annak lényegéről szóló tanítást értették. Ebben a korban a metafizika lényeges alkotórésze volt a világnézetnek. Kant szerint:„ valamely fejtegetés akkor metafizikai, ha magában foglalja azt, ami a fogalmat mint a priori adottat tünteti fel.” Heidegger szerint a metafizika tudománya a minden tapasztalaton felülemelkedő, transzcendens vizsgálódás.
Ontológia (gör. ὄν + λογία, on = létező + logosz = tan) – a létről mint olyanról szóló tan. A lét fogalmáról szóló tanítást Arisztotelész vezette be először, ezt vették át a középkor katolikus filozófusai akik az ontológiát a hitigazságok filozófiai bizonyításához használták, ez a tendencia Aquinói Szent Tamás filozófiai-teológiai rendszerében érvényesült a legkiteljesedettebb formában. Az ontológia szót valószínűleg Rudolph Goclenius használta először a Lexicon Philosophicum című művében, 1613-ban. Az újkorban (kb. a 16. századtól) az ontológián a metafizika egy sajátos részét értették, minden létező érzékfeletti, immateriális struktúrájáról szóló tant. Az így értelmezett ontológia legpregnánsabb példája Christian Wolff filozófiája. Az ontológiát Kant igyekezett kiküszöbölni először, amikor azt állította, hogy a lét, a szubsztancialitás és az okság kategóriái nem létfogalmak, hanem a priori gondolkodási formák. Ennek ellenére Kantot követő filozófusok (például Nicolai Hartmann) újra kiépítették az ontológiát, és a jelenkori filozófiában egyrészt a fenomenológia és a metafizika között helyezkedik el, másrészt a tapasztalati tudományok és elméleteik között. A marxista filozófiában Lukács György tett kísérletet az ontológia kidolgozására (A társadalmi lét ontológiája)
Politikafilozófia – a politikai filozófia az államra, politikára, jogra vonatkozó általános összefüggéseket kutatja. Azokra a kérdésekre keres választ, amelyeket a modernizációs változások, illetve ezek gazdaságra és politikai életre való kihatásai jelentenek. Középpontjában az emberi civilizáció által teremtett, eltérő fejlettségű és berendezkedésű társadalmak rendszere áll. A politikafilozófia hatáskörébe tartozik a demokráciaelmélet, a jogfilozófia, a politikai moralitás, a politikai etika, a társadalomelmélet és a politikai gazdaságtan. A politikafilozófus olyan témákkal foglalkozik, mint a büntetés, a képviselet, a feminizmus, a magántulajdon, az alkotmánybírósági jogkör, a gazdasági egyenlőtlenség, a polgári engedetlenség, a racionális választás, vagy akár az abortusz problémája.
Esztétika (gör. αἴσθησις, aisztheszisz = érzékelés, észlelés) – a kifejezés mai értelmét Alexander Gottlieb Baumgarten vezette be, s alig több mint kétszáz éve használatos a filozófiában. A mai esztétikai problémákkal régebben az úgynevezett ízléselmélet foglalkozott. Az esztétika a szép meghatározásával foglalkozik, annak természetével és a művészetekben való megjelenés formájával. Irányultsága szerint az esztétika lehet tisztán funkcionális, leíró, vagy normatív megközelítésű. A művészetelmélet mellett tárgyalja az esztétikai ítéletek kérdéseit és az esztétikai érzés, átérzés formáit is. A legújabb kori esztétikát információelmélet és nyelvanalízis is jellemzi. Alapkérdése: mi a szép? Ugyanakkor számos filozófus tagadja az esztétikai teória lehetőségét. Véleményük szerint igazolatlan az esztétáknak az előfeltevése, hogy különböző művészetek és természeti szép nyújtotta élményekben van valamiféle közös vonás, hogy fellelhető az esztétikai ítéletnek bármilyen általános kritériuma, melyeket mindezen a területeken alkalmazni lehetne. Ezen gondolkodók szerint az esztétika, a többi filozófiai vizsgálódás ágak mellett, csak amolyan megtűrt mostohatestvér (lásd. Theodor W. Adorno)
Ismeretelmélet – az ismeretelmélet, más néven episztemológia a megismerés feltételeit, határait meghatározó tanítás.
A megismerés módszereit próbálja meghatározni, a tudományok alapjaival foglalkozik. Olyan kérdések területe, amelyet azok az egymással lazán összefonódó problémák alkotnak, amelyek a tudás, az észlelés, a bizonyosságérzés, a találgatás, a tévedés, az emlékezés, a bizonyítás a következtetés, az alátámasztás, a megerősítés, az elképzelés, stb. fogalmával kapcsolatosak. Az ismeretelméleti problémák egy része átfed a tudományfilozófiával, például a tudomány demarkációjával, azaz például, hogy az asztronómiát tudománynak tekintjük, de az asztrológiát nem. Jellegzetes probléma ebből a fajtából az a kérdés, hogy miért lehet a matematika elméleti tételeit minden kétséget kizáróan bizonyítani, miközben a nem absztrakt tudományokban csak igazolásra törekedhetünk. Más ismeretelméleti problémák nem a tudomány fogalma körül forognak, hanem személyes vizsgálódásainkkal, következtetéseikkel, emlékezéseinkkel, érzékelésünkkel, stb. kapcsolatosak. Pl. minek alapján tudom eldönteni, hogy egy múltbeli eseményre emlékszem, vagy csak képzelem az egészet, sőt egyáltalán ébren vagyok-e (mi tudás és mi a hit?).
Logika (gör. λογική [τέχνη], logiké [tekhné] = a gondolkodás tana, művészete) – a logika az érvényes következtetés feltételeinek az elmélete, a bizonyítás elméletének a tudománya. Eltérően az episztemológiától, melynek tárgya a gondolatnak a valósággal való egybeesése, a logika a gondolkodás formai helyessége feltételeinek a tudománya. Először a sztoikusoknál találkozunk a kifejezéssel, Platón dialektikáját és Arisztotelész analitikáját nevezték így. A logikát manapság négy tipikus alapformára vezetik vissza: 1. az Arisztotelész által megalapozott és a skolasztikusok által kiépített formalogikára, melyet Kant formális logikának nevezett, s amelyet klasszikus logikának is szokás nevezni; 2. Kant transzcendentális logikája, amely az értelmi és észmegismerések tapasztalatot megelőző formáit állapítja meg, rendezi és vizsgálja ezek eredetét, terjedelmét és érvényességi körét. Ezt a logikát az ismerettan néven is szokás emlegetni; 3.Hegel dialektikus logikája, amely a világot a szellem által létrehozott kiformált egészként fogja fel, olyan organizmusként, amely az emberben érte el fejlődésének csúcspontját és az ember szellemében tudatosítja önnön lényegét, s ennélfogva a gondolkodás struktúrája egybeesik a lét struktúrájával. Ez a logika lényege szerint, ontológia; 4. Matematikai logika, mely Leibniz characteristica universalitásával kezdődik és abban a törekvésben folytatódik, hogy a szokványos logikát a matematikai jelek mintájára fejezze ki.
Etika (gör. τὰ ἠθικὰ, ta ethiká = az erkölcsiségre vonatkozó) – az egyik legrégebbi filozófiai diszciplína, melynek tárgya az erkölcsi parancsok érvényességének filozófiai megalapozása. Központi kérdése a jóra irányul, azt vizsgálja, hogy lehetséges-e/hogyan lehetséges jó cselekedet, illetve min múlik az, hogy egy cselekedet helyes-e vagy sem. Az antik görög filozófiában azzal foglalkozott, miként kell cselekedni. Az etikai rendszereket, tartalmuk és alapjuk szerint feloszthatjuk: 1. autonóm és autoriter etikára (az ember képes magának erkölcsi törvényt adni, illetve, ha az erkölcsi törvény az isteni kinyilatkoztatásba adott) 2. Erényetika (egy elvben ad általános döntési szabályt, illetve számos tartalmilag meghatározott törvényt fejt ki, vagy erkölcsi értékeket állapít meg; 3. Abszolút és relatív etika (törvényei és értékei általánosan kötelezők, illetve függővé tehetőek egyéni, vagy faji sajátosságoktól); 4. Kötelességetika (erkölcsileg értékes, csak az erkölcsi törvényekből eredő cselekedet, erkölcsi hajlamból eredendő cselekedet. Lásd Kant, Schelling); 5. Következményetika az etikai törvények helyességét a követésök esetén fellépő következményekkel mérjük.
Nyelvfilozófia – a nyelvi jelentés mibenlétével, nyelv és gondolkodás kapcsolatával, a nyelvhasználat szabályaival foglalkozó filozófiai kutatási terület. Feladata a megismerés és a tudományok nyelvi szempontból történő megalapozása. Problémái már az ókor óta jelen vannak a filozófiai írásokban. Példa erre Platónnak a Kratülosz és a A szofista, vagy Arisztotelésznek az Hermeneutika és Poétika művei, a skolasztikusok, de Thomas Hobbes, Locke, David Hume, John Stuart Mill munkáiban is egyaránt találkozhatunk a nyelvfilozófia témaköreivel. Külön tudománnyá azonban csak a 18. század végén, a 19. század elején alakult ki, a modern nyelvészet alapító atyjaként pedig, Ferdinand de Saussure nevét szokás emlegetni. A mai értelemben vett nyelvfilozófia kezdetét Gottlob Fregének a munkásságához kötik. Frege-vel levelező viszonyba álló cambridge-i analitikus filozófusok, majd a Bécsi Kör tagjai, az oxfordi "mindennapi nyelv" filozófiai iskolája, végül az 1950-es éveket nagyjából két évtizeden át központi szerepet játszó angolszász nyelvfilozófia teremtették meg a nyelvészeti szemantika-megújulásnak és a pragmatika kialakulásának a feltételeit. Az analitikus filozófusok Russell, Wittgenstein és más filozófusok hatására a filozófiai problémák lehetséges megoldását nyelv (logikai) elemzésében látták és ezért a nyelvfilozófiát minden más filozófia alapjának tekintették.
Jogfilozófia (angolul: Jurisprudence) – a jogfilozófia a jog megalapozásának a kérdéseivel foglalkozik, különös tekintettel arra, hogy vajon létezik-e olyan fölérendelt norma, amelyből a tételes jog levezethető (például természetjog). A jogfilozófiai kutatások olyan általános kérdésekre irányulnak, amelyek megválaszolásához nem elégséges az egységes jogrendszerek ismerete. Általános jogfilozófiai kérdések például: Mi a jog? Érvényesíthető-e a jog erőszak alkalmazása nélkül? Jognak tekinthető-e a nemzetközi jog? Miben különbözik a jog az erkölcstől és az igazságszolgáltatástól, illetve valamennyiben kapcsolódik-e hozzájuk? stb. A jogfilozófia megkülönböztető az általános jogtudománytól. A jogfilozófiai vizsgálódásoknak négy fajtáját különböztetjük meg: 1. Analitikus vizsgálódások (A jog és alapvető jogi fogalmak értelmezése); 2. Kritikai és értékelő vizsgálódások (A skolasztikusok és elsősorban Aquinói Szent Tamás által kidolgozott természetjog, amely egyrészt az arisztotelészi metafizikából, másrészt a keresztény teológiából ered) 3. Szociológiai vizsgálódások (Ebbe a csoportba azon általános jogelméletek tartoznak, amely a jog és a gazdasági illetve társadalmi erők kölcsönhatását vizsgálja) 4. Friedrich Carl von Savigny 1814-ben megjelent Korunk törvényalkotói és jogbölcseleti hivatása című művét, valamint Sir Henry Meine két munkáját – Jog az ókorba (1881) és Az intézmények történetének kezdetei (1875) – történeti jogfilozófiaként szokás nevezni, de nincs a jogi vizsgálódásnak egy és csakis egy változata.)
Vallásfilozófia – a kifejezés (Religionsphilosophie – vallásfilozófia) a klasszikus német filozófia, mindenekelőtt Hegel nyomán terjedt el, de maga a vallásfilozófiai tevékenység eredete az antik filozófiáig nyúlik vissza. A vallásfilozófia vizsgálati köréhez számos terület hozzátartozik. Része a vallás mibenlétének, definíciójának meghatározása, a vallási nyelvhasználati formák és a vallási szimbólumrendszerek analízise,valamint a vallási élmény, tapasztalat természetének és igazságtartalmának feltárása. A metafizikával határos területe az ún. spekulatív vagy filozófiai teológia, ami az ész és a filozófiai rákérdezés módszereivel foglalkozik Isten, illetve az Abszolútum létének, természetének kérdéseivel, az istenbizonyítékok és istenérvek kidolgozásával vagy cáfolatával (teodicea). A vallásfilozófusok kutatják a vallási teológiák és a filozófia kapcsolatát, határkérdéseit is. Szintén idetartoznak a vallás és a racionalitás, a vallás és az erkölcsiség viszonyának témakörei, továbbá a valláskritika. Ezen túl foglalkozik vallástörténelemmel, valláspszichológiával és vallásszociológiával is, és igyekszik ezen tudományágak között közvetíteni, eredményeiket felhasználva szintézist létrehozni.
Tudományfilozófia – a megismerés előfeltevéseivel és alapjaival foglalkozik a szaktudományokban. Ezeknek a módszereit, alaptételeit, fogalmait és céljait világítja meg és kritikai vizsgálatnak veti alá. A tudományfilozófia kérdései a következőképp csoportosíthatók: 1. Általában a tudományra vonatkozó kérdések (ismeretelmélet, metafizika, etika); 2. Tudománycsoportokra és azok közötti viszonyokra vonatkozó kérdések (tudománycsoportok); 3. Egyes tudományok fogalmi problémái.
Elmefilozófia (angolul: Philosophy of mind) – olyan problémákat foglal magában, amelyek az angol nyelvű filozófusok szemében egyetlen problématerületet alkotnak. Az angol „mind” szónak nincs pontos megfelelője a magyar nyelvben, mert egyben jelenti a tudat, szellem, lélek, mentális, elme fogalmakat. A lényegi feltevés végletes tömörséggel úgy jellemezhető, mint az a meggyőződés, hogy létezik egy pár egymástól eltérő dolog, amelyek valamiképp mégis összetartoznak, és érdemes őket egyazon osztály tagjaiként kezelni. Az angol „mind” főnév vagy a megfelelő „mental” melléknév alá besorolt jelenségek között olyan eltérő dolgokat találni, mint a csiklandó érzést, fájdalmat, émelygést, viszketést, kényelmetlenségérzetet; emocionális élményeket, mint például a szeretetet. Az első gondolkodó aki javasolta, hogy ezeket a jelenségeket együtt kéne tárgyalni Descartes volt. Descartes ugyanakkor ezekben a kérdésekben dualista volt, míg ma a fizikalista irányzat kicsit túlsúlyban van az analitikus filozófián belül. A fizikalista irányzat szerint a tudat jelenségei az aggyal magyarázhatóak redukció vagy ráépülés szerint.

### Filozófiai doktrínák

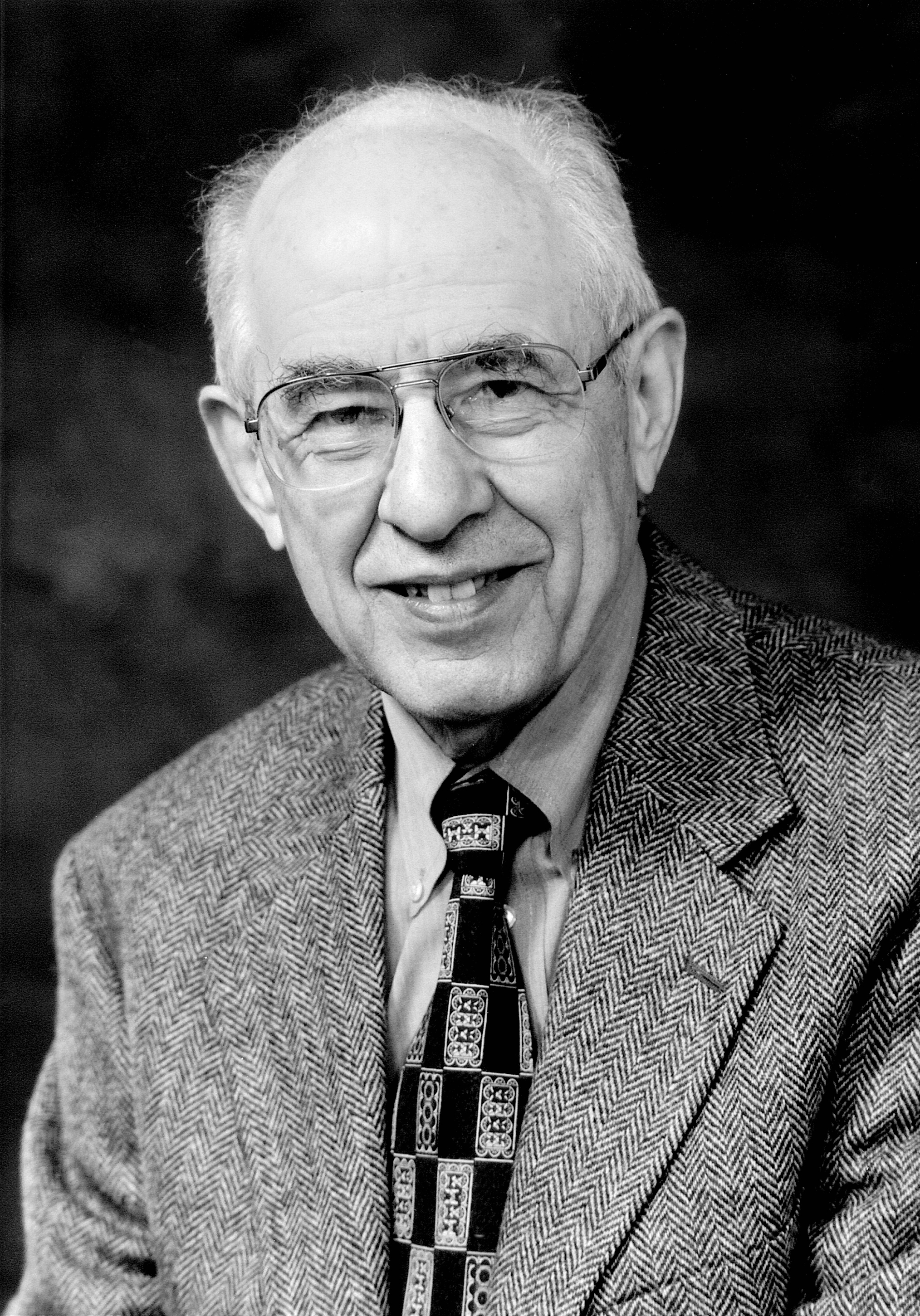
Hilary Putnam

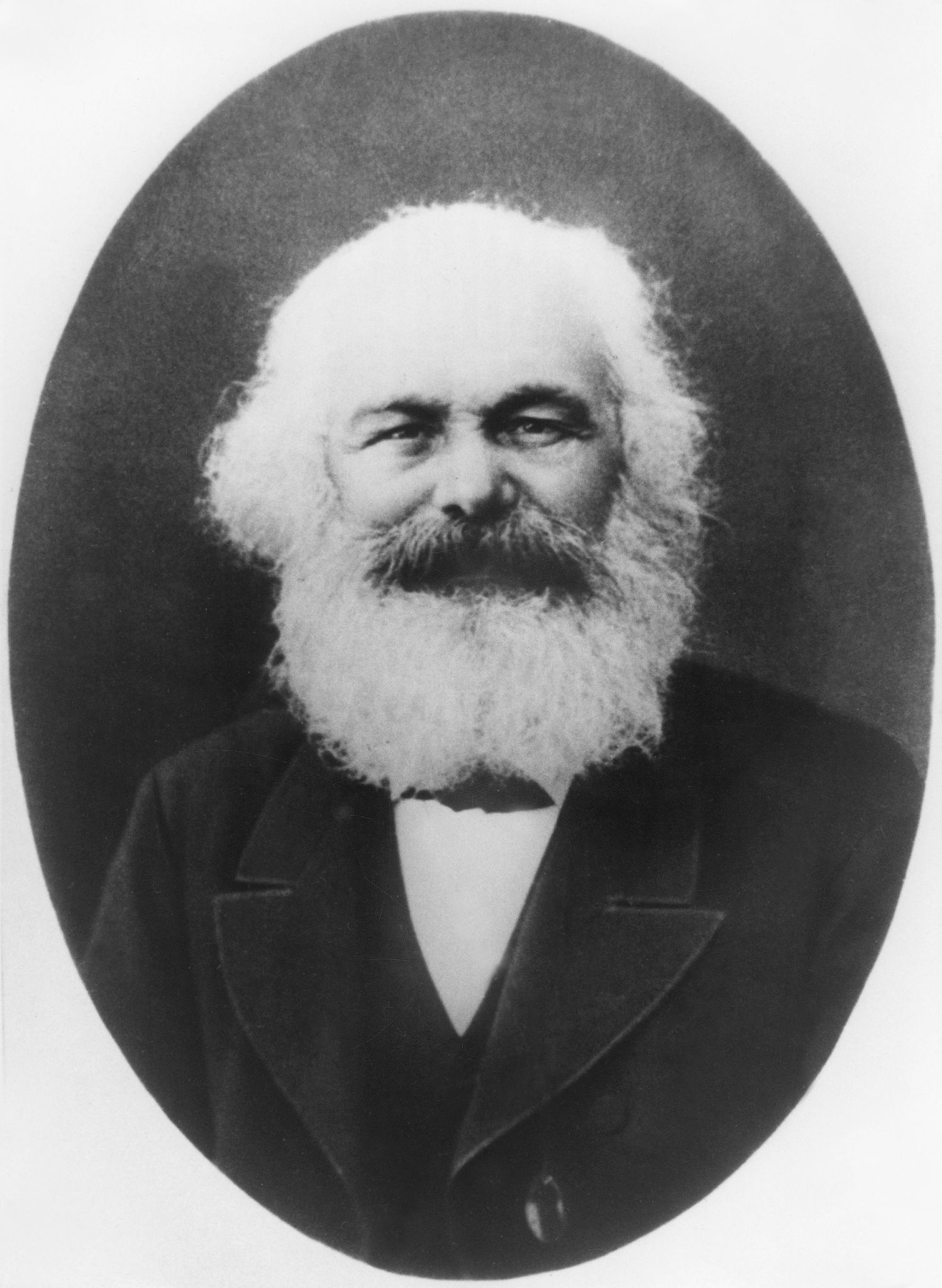
Karl Marx

Nagyobb és ismertebb filozófiai doktrínák:
Realizmus és nominalizmus – a középkorban két ellentétes állásponton levő irányzat alakult ki: a realizmus és a nominalizmus. A nominalizmus azt állította, hogy valóságosan csak az egyes partikulárék, egyedi tulajdonságokkal rendelkező dolgok léteznek. Az általános, univerzális fogalmak pedig úgy keletkeznek, hogy gondolkodásunkkal a dolgokról elvonatkoztatunk, ezért ezek az univerzálék nem létezhetnek a dolgoktól függetlenül, csupán csak az emberi szellemben. Ezzel szemben a realizmus azt állította, hogy az univerzáliáknak nemcsak hogy reális létük van, de valóságosabban léteznek, mint a természeti világ dolgai.
Racionalizmus és empirizmus – a racionalizmus szerint ismereteink forrása maga az értelem (latinul ratio). Ez egyrészt azt jelenti, hogy érzeteink önmagukban véve nem ismeretek, hanem fiziológiai állapotváltoztatások csupán, melyeket az értelem megítél. Azaz az ismeret az értelem ítélési aktusában adott. Másrészt érthető úgy is, hogy tudásunk valamennyi eleme (ideáink) eleve benne vannak az elméletben. A tapasztalat csupán felébreszti az ideáinkat.
Az empirizmus, az idealizmussal ellentétesen azt állítja, hogy minden ismeretünk forrása a tapasztalat. Az empirizmus elnevezés a 'tapasztalat' jelentésű görög empeira kifejezésből származik.
Szkepticizmus – a szkepticizmus az a filozófiai koncepció, amely kételkedik az objektív valóság megismerésének lehetőségeiben. Az szkepticizmus az antik társadalom válságának a szakaszában (i. e. 4. század) keletkezett, mintegy reakcióként az addigi rendszerekre. Az antik szkeptikusok azt hirdették, hogy tartózkodni kell mindenféle ítélethozataltól, mert soha nem lehetünk biztosok azok igazságában. A későbbi korokban, főként a 17.--18. század filozófiájában a középkori ideológia dogmatizmusának megcáfolásában a szkepticizmus újból előtérbe került. A 19.--20. században a pozitivizmusban fedezhetők fel a szkeptikus elemek.
Idealizmus – az „idealizmus” szó a filozófiában egészen más értelemmel rendelkezik, mint a hétköznapi használatban, ahol általában magasztos erkölcsi célokra utal. Bár filozófiai terminusként olykor kiterjesztették minden olyan nézetre, amely szerint a világegyetem végső soron szellemi alapokon nyugszik, leggyakrabban mégis olyan elméletet jelöl amely szerint a fizikai dolgok nem létezhetnek az őket felfogó tudattól függetlenül.
Pragmatizmus (gör. πρᾶγματικός, pragmatikosz = az ügyekben tapasztalt) – a szó a 19. században vonult be a filozófiai szóhasználatba. Pragmatikus filozófián általában olyan filozófiát és életszemléletet értünk, amelyben a cselekvés a gondolkodás fölé helyezkedik, és egy teória „igazságáról” való döntés ezen elmélet gyakorlati kihatásaiból, az „életre” vonatkozó hasznából adódik. A szűkebb értelemben vett pragmatizmus eredeti programra: mivel minden gyakorlat, ítélet és meggyőződés voltaképpen cselekvésünkre vonatkozó szabály, minden filozófiai probléma ennek tekintetbevételével közelíthető meg.
Fenomenológia – a fenomenológia Husserl által alapított szubjektív idealista irányzat. Központi kategóriája azt a szubjektív idealista elméletet tartalmazza, hogy „nincs objektum szubjektum nélkül”. A fenomenológiai módszer alapvető követelményei: 1. fenomenológiai redukció, azaz mindenféle objektív valóságra vonatkozó és tiszta tapasztalat határait túllépő ítélettől való tartózkodás; 2. transzcendentális redukció, vagyis, hogy a megismerés szubjektuma nem reális, empirikus, társadalmi és pszichofizikai létezőnek, hanem tiszta transzcendentális tudatnak tekintendő.
Egzisztencializmus – az egzisztencializmus szó jelentése a latin existere szóból ered, ami magyarul 'létezni'-t jelent. Az irányzat közvetlenül az első világháború előtt alakult, mint Kierkegaard, Nietzsche és Husserl filozófiájának a folytatása.Témája az emberi létezés, a személyiség sorsa a modern világban, a hit és a hitetlenség, az élet értelmének elvesztése és megtalálása. Az irányzat azon az elven alapul, hogy "a megismerés kiindulópontja nem lehet más, mint az egyéni lét, a szubjektíven felfogott egzisztencia, s a lényeg kizárólag határhelyzetekben (szorongás, szenvedés, harc, bűn, halál, a semmivel való szembesülés), a lét felfokozott átélésében kerül kapcsolatba az emberrel. Szokás megkülönböztetni vallásos (Karl Jaspers, Gabriel Marcel, Sesztov, Buber) és ateista (Heidegger, Sartre, Camus, Maurice Merleau-Ponty, Simone de Beauvoir) egzisztencialista gondolkodókat. Az egzisztencializmus nem képezett egységes iskolát, az ide sorolt gondolkodók olykor maguk is tiltakoztak a besorolás ellen.
Analitikus filozófia – az analitikus filozófia elnevezés onnan származik, hogy bizonyos filozófusok (Russell, G. E. Moore, Moritz Schlick és Rudolf Carnap) a kezdetben a filozófiai és a természettudományos gondolkodás és nyelvhasználat elemzését (vagyis analízisét) állították tevékenységük középpontjába. Az analitikus filozófia az empirikus filozófiai hagyomány örökösének tartja magát, azonban egyesítik a racionalizmus és empirizmus irányzatait. A mai napig a nyelv logikai elemzése a legmeghatározóbb módszerük.
Humanizmus – jelentés: törekvés az emberhez méltó lét kialakítására a görög–római nyelvi kultúra (irodalmi) újjáélesztésével. A humanista szóban egyesül a humanitás és a humanista műveltség. A humanizmus a rómaiaknak s késői görögség kultúrájával való találkozásból ered:„ a római szemlélet kifejezése a görög világról” (E. Howald9, amire elsősorban Cicero írásai jellemzők.. Szigorú történelmi értelemben azonban a humanizmus először a reneszánszban Petrárkánál jelenik meg.
Fizikalizmus – a fizikalizmus a logikai pozitivizmus, 1930-ban kialakult irányzata. Tanítása szerint az individuum pillanatnyi pszichikus állapotának jellemzőit, a „közvetlenül adottat” le kell fordítani a „fizika nyelvére”. Amelyikkel nem végezhető el ez a fordítás, az értelmetlen, elvetendő. Ez utóbbi tétel Neurath és Carnap tétele.
Materializmus (lat. materia = anyag) – az a világnézet, amely szerint nincs más valóság, mint az anyagi, következésképp a lelket, szellemet és gondolkodást mint az anyag erőit és mozgásait fogja fel. Megkülönböztetünk elméleti (teoretikus) és gyakorlati materializmust. Az előbbi lehet természettudományos, vagy történelmi (ez utóbbit Marx alapozta meg).
Voluntarizmus (lat. voluntas = akarat) – Ferdinand Tönnies által képzett szó és akaratról való tanítást jelent. A voluntarizmus a filozófiának a pszichológia hatása alatt álló irányzata, amely nem az intellektust, hanem az akaratot tekinti a lét vagy a magánvaló alapelvének. A klasszikus voluntarizmust Schopenhauer képviselte, de voluntarista gondolkodókat találunk a sztoikusoknál, Hippói Szent Ágostonnál és Duns Scotusnál.
Utilitarizmus (lat. utilis = hasznos) – hasznosságra törekvés; az etikában az a tanítás, amely a hasznosságban látja az erkölcsös magatartás alapját és minden tudatos cselekvés célját, és ideális értékeket csak annyiban tart érvényesnek, amennyiben az hasznára vannak az egyénnek vagy egy közösségnek. Az utilitarizmus alapjait Francis Bacon teremtette meg. További ismert képviselői: Jeremy Bentham és John Stuart Mill.

## Keleti filozófia

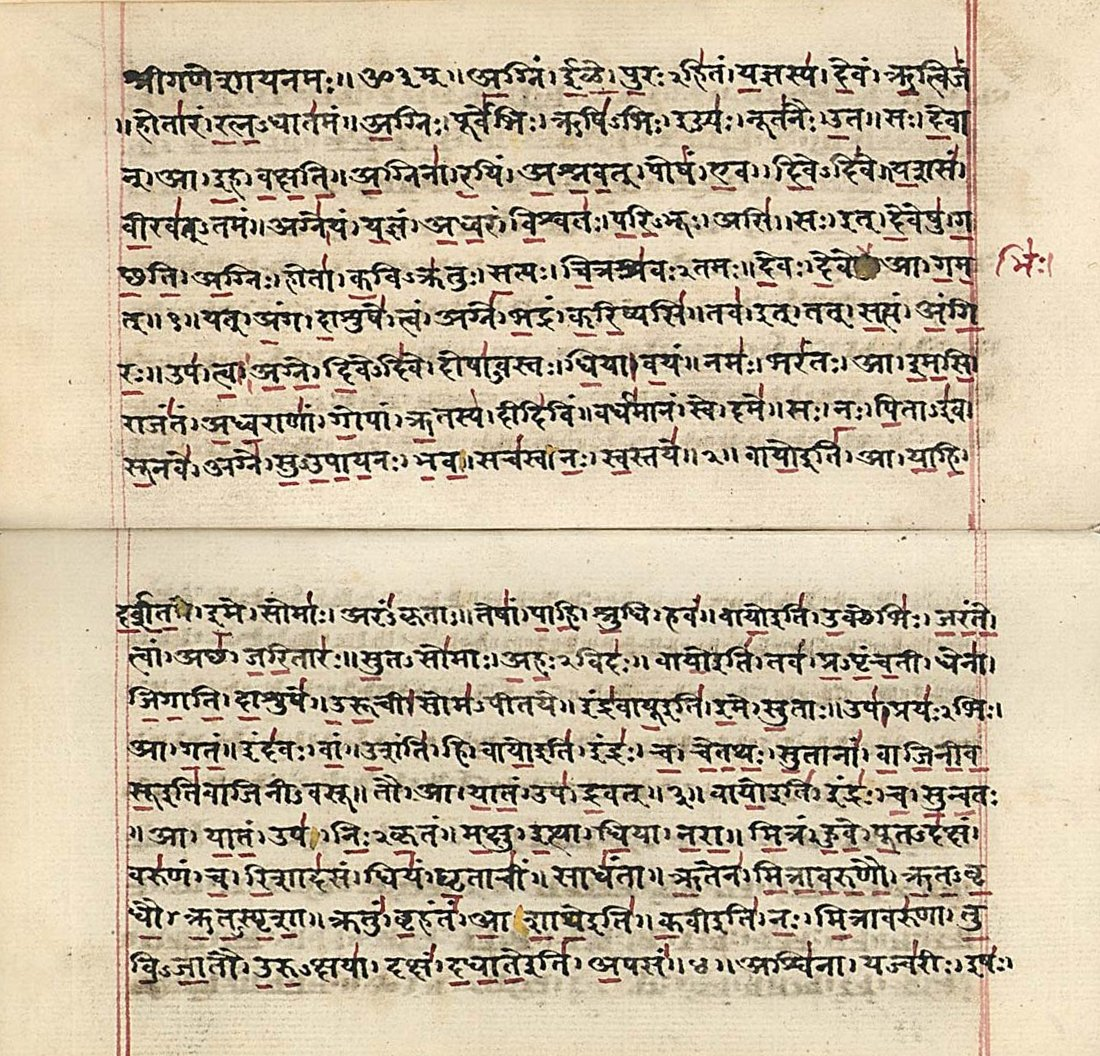
Rigvéda részlet

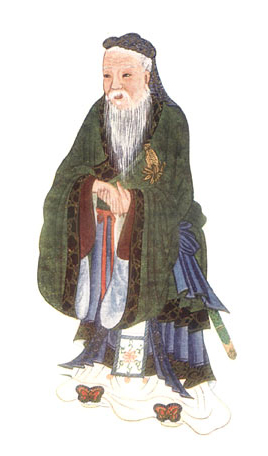
Konfuciusz

### Ind filozófia
Az ind filozófia általában vallásos irányultságú, a filozófusok egyben szent emberek is. Alapjai a védikus irodalomban található. A legősibb szent írások a Védák, ezek kb. az i. e. 15. és i. e. 5. század között keletkeztek. Az indiai filozófiákat aszerint nevezik ortodoxoknak vagy nem-ortodoxoknak, hogy a Védák érvényességét elismerik-e.
Az Upanisadok a Védákhoz írt kommentárokként foghatók fel, ezek kb. az i. e. 8. és i. e. 5. század között alakultak ki, majd az ezt követő időszakban, kb. a 7. századig íródtak az ún. szútrák, rendszerező kísérletek a tudás különböző ágainak, a rítusnak, a grammatikának, a jognak, a metafizikának összefoglalására.

### Arab és iszlám filozófia
Perzsiában, Zarathustra (i. e. 560 körül) volt az első, aki különbséget tett a jó és a gonosz között. Ő alapította a világ első ismert monoteista vallását, az Ahura Mazdát (jelentése: "a legbölcsebb úr"), erős dualista vonásokkal. Követőit zoroasztriánusoknak, más néven pársziknak nevezik (az iszlám megjelenése óta).
Az iszlám leghíresebb és legnagyobb hatású filozófus-tudósa, különösen az arisztotelészi filozófia és az orvostan területén való jártasságáról ismert Avicenna (Ibn Szína) (980–1037) volt.  Rendkívül nagy hatású volt al-Fárábi (870–950), Averroës (1126–1198) és Fakhr al-Din al-Razi (kb. 1150–1210) is.

### Kínai filozófia
Három hagyományos kínai filozófiai iskolát tartunk számon: a taoizmust, a konfucianizmust és a buddhizmust.
A konfucianizmus bölcselete kifejezetten etikai, Konfuciusz mindig elhárította, hogy metafizikai kérdésekkel foglalkozzék. Gondolatai a konkrét életre az emberre összpontosulnak. A konfucianizmus a tökéletes, a lelkiekben nemes ember (junzi) ideálját helyezi előtérbe.
A taoizmus klasszikus könyve a Tao-tö-king (Kr. e. 5.-3. sz.), amelyet Lao-ce-nek tulajdonítanak. A könyvnek nincsen vallásos tartalma, hanem az embert körülvevő ember törvényszerűségeit foglalja össze. Az emberben csak úgy uralkodik a tao, mint a természetnek alárendelt másodrangú lényen; a taoizmus legfontosabb tanítása a természet erőivel szemben alávetett emberi világ
A taoizmus „helyes út” a természettörvény felfedezése, a természetes és követendő út kifejezése. A tao mindenekelőtt az örökké mozgó, változó világ végső egységének az elve.
A buddhizmus, 50 körül jelent meg Kínában, Indiából és Közép-Ázsiából bevándorló buddhista szerzetesek hozták magukkal. (Lásd még: konfucianizmus, taoizmus, monizmus, buddhizmus, jin-jang)

## Afrikai filozófia
Keletkezését tekintve az afrikai filozófia fogalma a „primitív filozófia” általános fogalmának a leszármazottja, ez utóbbi pedig a más népek különös szokásainak megértésére irányuló európai kísérletek során alakult ki. Első beszámolót az afrikai filozófiáról Edward Burnett Tylor jegyezte fel. Ő egy teljes mértékben visszamaradott primitív animizmusnak írta le. Nagyon hasonló következtetésre jutott a protestáns misszionáriusok levelei és beszámolói alapján Raul Allier francia író A megélés lélektana civilizálatlan népeknél (1925) és a Civilizálatlan népek és mi (1927) című műveiben. Ő paralogikusnak nevezte az afrikai emberek (és általában a vademberek) gondolkodását. Placide Temples belga misszionárius A Bantu filozófia (1945) című művében, egy sajátos bantu ontológiát írt le, melyben a világegyetem mindenféle bonyolult erők rétegezett sokféleségre épülő, dinamikus egészként jelenik meg. Ez az ontológia eltér a létnek attól a statikus felfogásától, mely Európában uralkodó skolasztikus arisztotelianizmust jellemezte. Temples tett egy teológiai állítást is, mely szerint Isten a legfelső erők képzetének formájában mindig is jelen volt a bantu gondolkodásban. Ugyancsak Temples állította azt is, hogy maguk a bantuk nem képesek megfogalmazni a bantu filozófiát, ugyanakkor ha egy néprajztudós kifejti számukra, azonnal felismernék benne saját világnézetünket. Számos későbbi szerző, közülük több afrikai, követte Templest amikor megpróbálták újraalkotni az afrikai filozófiát, vagy valamelyik afrikai csoport filozófiáját, vagy általában az afrikai gondolkodást.
Egy másik meghatározása az afrikai filozófiának: szó szerint azok a gondolatok és évek összessége amelyekkel afrikai gondolkodók járulnak hozzá bizonyos kérdések reflexív és kritikai megtárgyalásához, vagyis a hagyományos értelemben vett filozófiához.

## Filozófiai iskolák és irányzatok
Nyugati filozófia
Ókori filozófia
- Preszókratikus filozófia

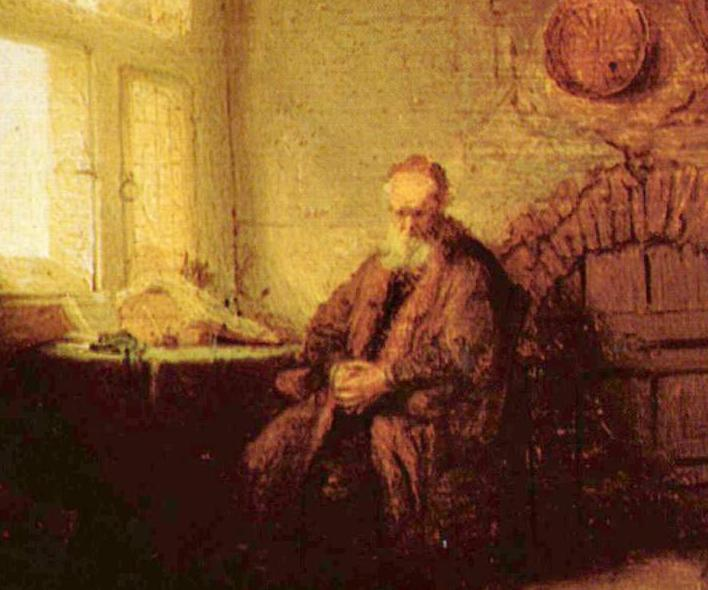
Rembrandt: meditáló filozófus

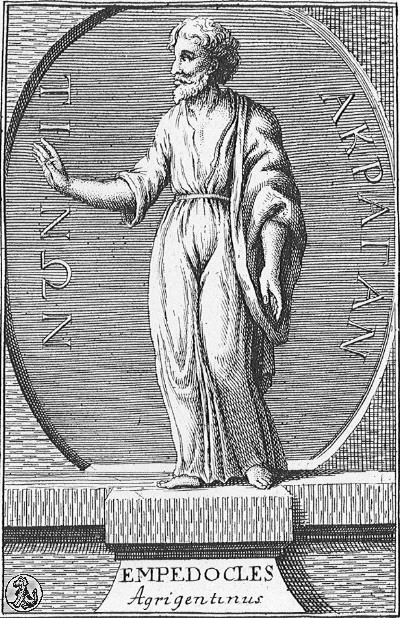
Empedoklész

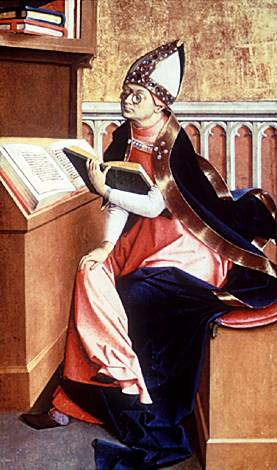
Szent Ágoston

  - Milétoszi iskola (Thalész, Anaximandrosz, Anaximenész)
  - Püthagoreus iskola (Püthagorasz, Alkmaión, Philolaosz, Arkhütasz)
  - Eleai iskola (Xenophanész, Parmenidész, eleai Zénón)
  - Posztparmenideánus filozófia (Empedoklész, Anaxagorasz, Melisszosz, apollóniai Diogenész)
  - Görög atomizmus (Leukipposz, Démokritosz)
  - Szofizmus (Prótagorasz, Gorgiasz)
- Athéni felvilágosodás (Szókratész, Platón, Arisztotelész)
  - Cinikusok (Antiszthenész, Diogenész)
  - Kürénéi hedonizmus (Arisztipposz)
- Epikureizmus (Epikurosz, Lucretius)
- Antik szkepticizmus (Pürrhón. Sextus Empiricus, Phleiuszi Timón)
- Sztoikus filozófia (Kitioni Zénón, Kleanthész Khrüszipposz, Seneca, Epiktétosz, Marcus Aurelius)
- Újplatonizmus (Plótinosz, Porphüriosz, Iamblikhosz, Proklosz)
- Eklektikus filozófia (Cicero)
- Zsidó-hellenisztikus iskola (Philón, Jézus, I. Hillél)

Középkori filozófia
- Keresztény filozófiák
  - Ókeresztény iskola (Tertullianus, Órigenész, Alexandriai Kelemen)
  - Patrisztika (Hippói Szent Ágoston, Nazianzi Szent Gergely, Pszeudo-Dionüsziosz)
  - Skolasztika (Boethius, Anzelm, Aquinói Szent Tamás, Eckhart mester, Duns Scotus, William Ockham)
- A reneszánsz filozófiája (Francis Bacon, Giordano Bruno, Nicolaus Cusanus, Marsilio Ficino)

Újkori filozófia
- A felvilágosodás filozófiája
  - Racionalizmus (Descartes, Spinoza, Leibniz)
  - Empirizmus (Hobbes, Locke, George Berkeley, Hume)
  - Francia felvilágosodás (Pascal, Voltaire, Montesquieu, Rousseau)
- Német idealizmus (Kant, Schelling, Hegel, Fichte)
- Marxizmus (Marx, Engels)
- 19. századi kontinentális filozófia (Nietzsche, Schopenhauer, Kierkegaard, Charles Sanders Peirce, Wilhelm Dilthey)

Jelenkori filozófia
- Pozitivizmus (Comte, Spencer)
- Egzisztencializmus (Kierkegaard, Dosztojevszkij, Heidegger, Karl Jaspers, Sartre)
- Analitikus filozófia (Frege, Russell, Wittgenstein, Carnap)
- Fenomenológia (Husserl, Maurice Merleau-Ponty)
- Posztmodern filozófia (Derrida, Baudrillard , Lyotard)
- Pragmatizmus (William James, John Dewey, W.V.O. Quine, Richard Rorty)
- Ökofilozófia (wd) (Hans Jonas,[3] Merleau-Ponty)

Keleti filozófia
- Ind filozófia
- Kínai filozófia
  - Taoizmus (Lao-ce)
  - Konfucianizmus (Konfuciusz)
- Buddhizmus (Buddha)
- Arab filozófia (Mohamed, al-Fárábi, Al-Kindi, Avicenna, al-Gazáli, Averroes)
- Zsidó filozófia (Avicebron, Maimonidész)